# Monastère de la Nativité

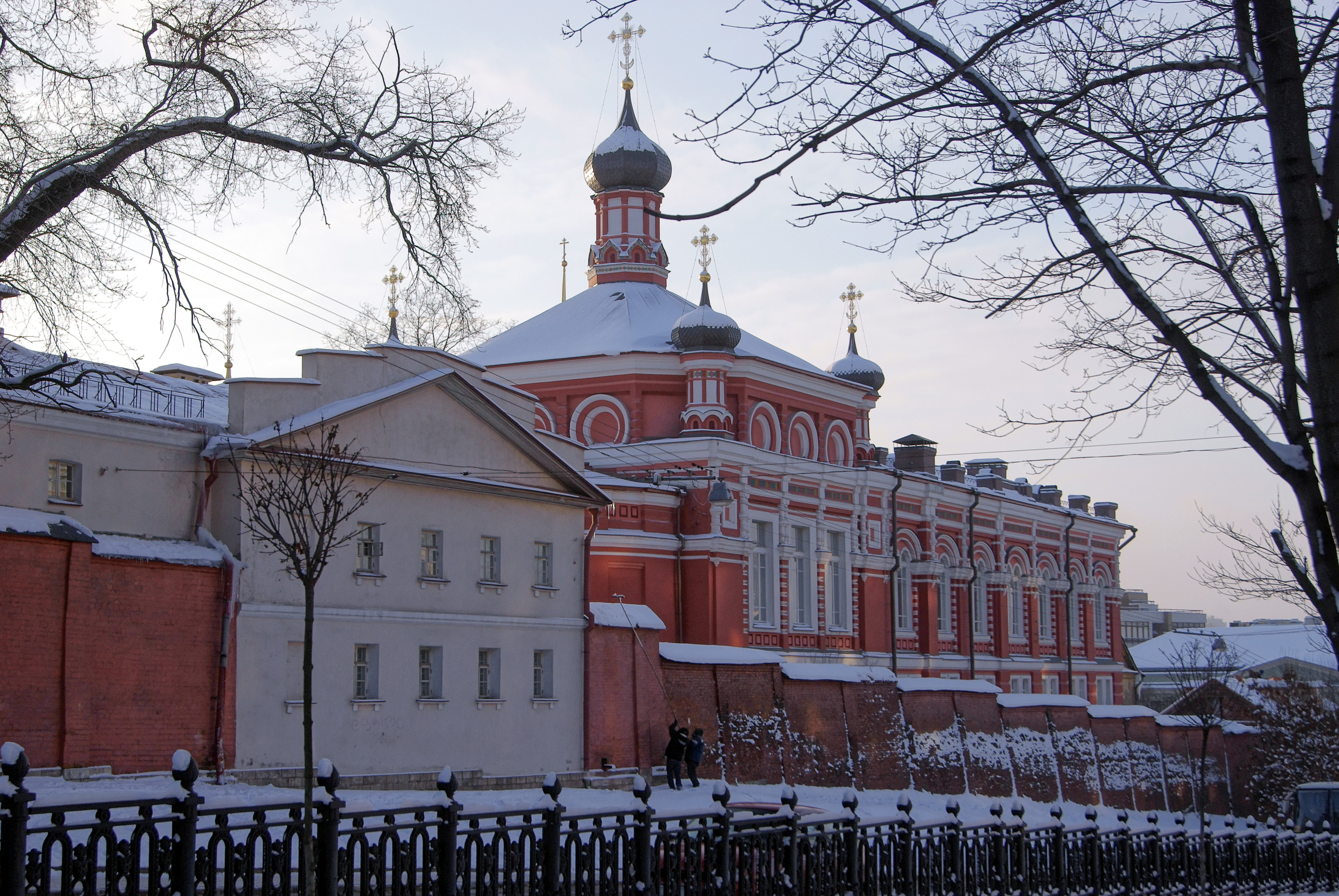
Le monastère vu de la rue.

Le monastère de la Nativité-de-la-Mère-de-Dieu (Богородице-Рождественский монастырь), appelé plus communément le monastère de la Nativité (Рождественский монастырь), est un monastère de l'Église orthodoxe russe situé dans le centre historique de Moscou. Il est à l'angle de la rue Rojdestvenka (de la Nativité) et du boulevard de la Nativité à qui il a donné son nom.

## Histoire
Ce monastère féminin a été fondé en 1386 par l'épouse du prince André Serpoukhovski et mère du prince Vladimir le Vaillant, la princesse Maria Constantinovna qui est entrée elle-même dans ce monastère en 1389 sous le nom de Mère Marthe. Il se trouve d'abord au sein du kremlin de Moscou et porte le nom de monastère de la Nativité-de-la-Mère-de-Dieu-sur-le-Fossé. L'on suppose selon d'autres versions qu'il se trouvait dès sa fondation sur les bords de la Neglinnaïa, dans des terrains appartenant au prince Vladimir Serpoukhovski. Il est dédié à la Nativité de Marie.
Dans les années 1430 la princesse Elena Olgerdovna (fille d'Olgierd et épouse du prince Vladimir le Vaillant) y prononce ses vœux sous le nom de Mère Eupraxie et fait don de plusieurs villages au monastère. Elle est enterrée selon son testament au cimetière du monastère en 1452.
L'église collégiale de la Nativité-de-la-Mère-de-Dieu y est construite en pierre en 1501-1505 dans le style moscovite ancien. Après l'incendie de Moscou de 1547, le tout est entouré de dépendances, ce qui en déforme l'aspect originel.
Le 25 novembre 1525, l'épouse de Basile III, Solomonia Sabourova, y est enfermée de force prenant le nom de religion de Mère Sophie, puis elle est transférée à Souzdal au monastère de l'Intercession. L'été 1547 connaît un grand incendie ravageur de la ville qui atteint le monastère, détruisant des constructions et abîmant l'église de pierre. La tzarine Anastasie (épouse d'Ivan le Terrible) fait renaître le monastère et une abside dédiée à saint Nicolas est ajoutée.
Dans les années 1670, le monastère devient la nécropole des princes Lobanov-Rostovski: leur crypte funéraire se trouve à l'est de l'église. Elle est rehaussée d'un étage supérieur au XIXe siècle qui abrite la sacristie.
En 1676-1687, l'église de pierre Saint-Jean-Bouche-d'Or avec un réfectoire et une chapelle dédiée à saint Nicolas, saint Philarète et saint Dimitri de Rostov. Cette même princesse finance l'enceinte de pierre construite en 1671 avec quatre tours  .

### Le monastère au XIXe siècle et au XXe siècle

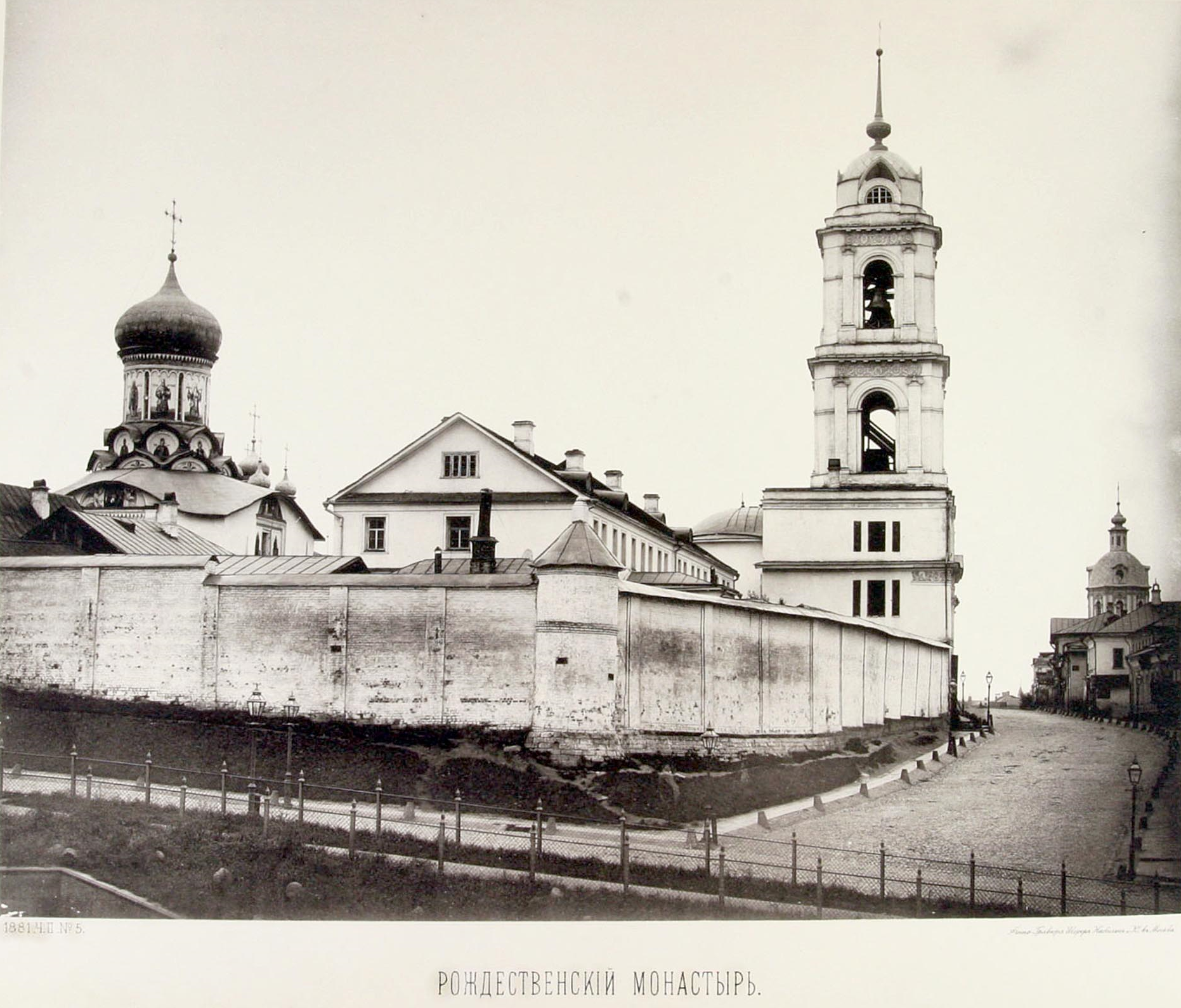
Le monastère en 1882.

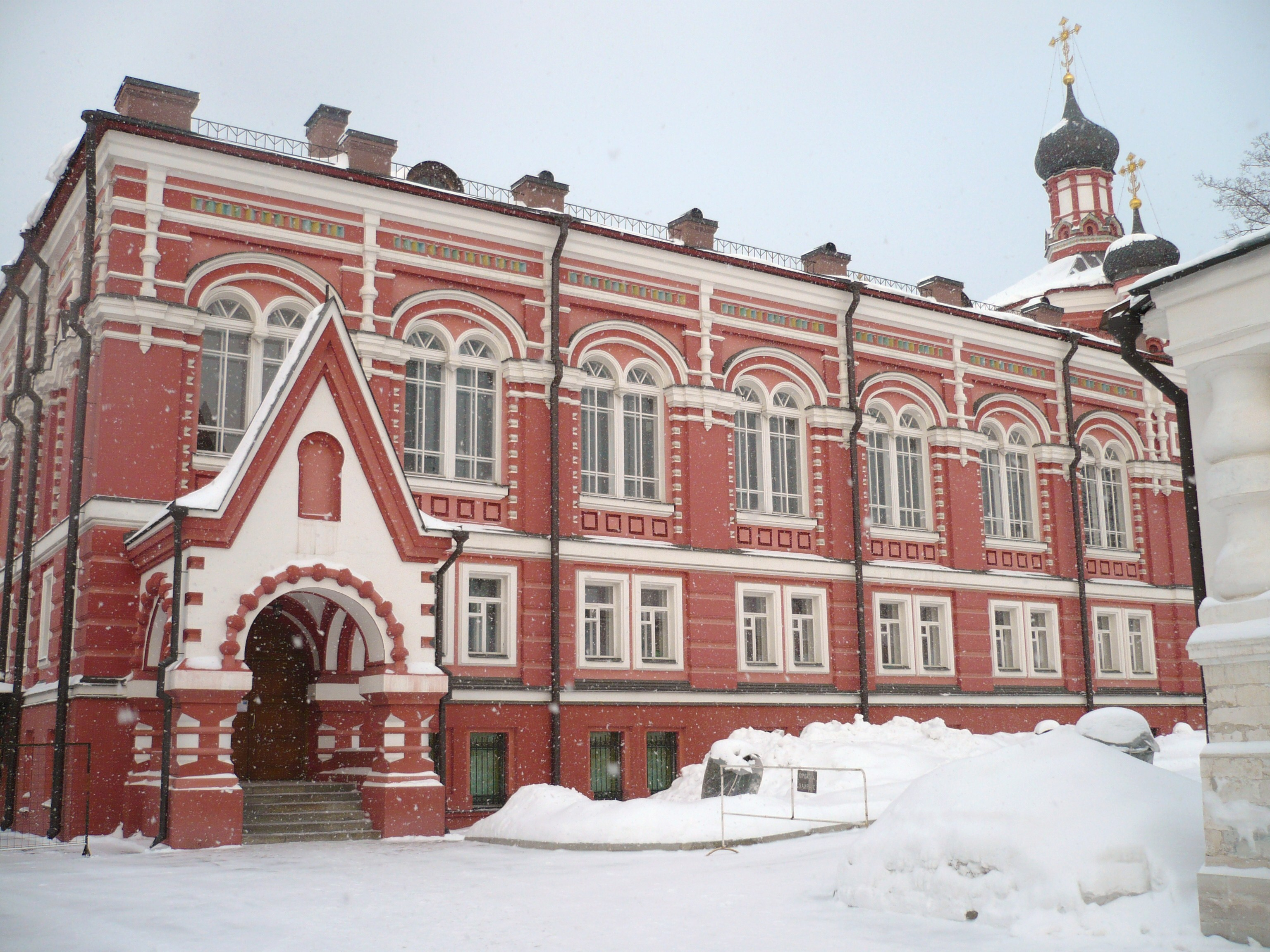
L'église ND de Kazan.

En 1835-1836, l'on construit au-dessus de la Porte Sainte un clocher avec une chapelle dédiée au martyr saint Eugène de Chersonèse, selon les plans de Nikolaï Kozlovski. Au début du XXe siècle, l'on construit un grand bâtiment monastique de deux étages qui accueille une école paroissiale. L'église Saint-Jean-Bouche-d'Or est reconstruite en 1903-1904 par l'architecte Piotr Vinogradov avec une chapelle-réfectoire. Ce même architecte construit en 1904-1906 l'église de l'Icône-de-Kazan-de-la-Mère-de-Dieu avec une nouvelle chapelle-réfectoire. Le monastère accueille à cette époque un orphelinat de filles et une école paroissiale.
Le 1er juin 1920 on installe dans le monastère un centre de détention et dans d'autres bâtiments un asile pour travailleurs nécessiteux. Le centre de détention est fermé le 19 décembre 1921, ainsi que l'asile et ils sont transférés au camp Pokrovsky. Les prisonniers sont au nombre de 200-300 détenus.
L'ancien monastère abrite aussi un dispensaire-infirmerie pour les détenus, dirigé par le Dr Boris Jirmounski, bientôt forcé à l'exil en France, où il sera l'un des fondateurs de la clinique Mirabeau à Paris.
Le monastère est officiellement démantelé en 1922. les revêtements d'argent des icônes sont dérobés (pour un total de 17 pouds d'argent), quelques icônes sont transférées à l'église Saint-Nicolas de Zvonari, puis à l'église ND du Signe de la sloboda de Pereïaslav. Dans le rapport au patriarche Tikhon de l'abbesse du monastère de la Nativité de Moscou, l'abbesse Madeleine, il est spécifié en date du 2 août 1923 qu'en avril 1922, sous l'abbesse Octavie, le Comité d'assistance panrusse aux soldats les a forcées de lui louer la partie gauche du monastère (le réfectoire occidental et le bâtiment de gauche du monastère) et qu'ainsi les sœurs sont « compactées au point de l'impossibilité ». La partie droite du monastère avait déjà été confisquée depuis trois ans, pour en faire un centre de détention, puis une école militaire. Le 1er mai 1923 le Comité d'assistance panrusse attaque les religieuses devant un tribunal populaire pour leur confisquer le reste du monastère et les expulser. Les religieuses et le personnel, soit 90 personnes, sont expulsés. Ne restent que quelques religieuses, devenues travailleuses de l'atelier du Comité (dix religieuses fort âgées et trois femmes du département des musées pour surveiller les églises). L'église Saint-Jean-Bouche-d'Or sert de club de travailleurs, l'église-réfectoire ND de Kazan dépouillée de son intérieur devient la cantine du comité. Les offices sont maintenus dans l'église d'été (c'est-à-dire la partie non chauffée). Les clefs de l'église Saint-Eugène (sous le clocher) sont remises au département des musées de Moscou
.
Une école de comptabilité et divers établissements d'enseignement s'installent au monastère. Des appartements communautaires sont installés dans le bâtiments des cellules monastiques du XVIIe – XIXe siècle, le long du rempart Est. Quelques religieuses en civil ont le droit d'y demeurer, la dernière mourant dans les années 1970. Le cimetière et la chapelle de la  princesse Maria Andreïevna sont détruits, ainsi qu'une partie des remparts. En 1974, le conseil municipal de Moscou donne l'ensemble à l'Institut d'architecture de Moscou (Московский архитектурный институт, МАРХИ) comme lieu de conservation et de dépôt d'objets d'art anciens russes. Des travaux de restauration sont entrepris et l'église de la Nativité sert de dépôt d'archives.

## Aujourd'hui
L'église collégiale de la Nativité est rendue au culte en 1992, le premier office étant célébré le 14 mai 1992. Le monastère dans son ensemble est rendu à l'Église le 16 juillet 1993 et les travaux de restauration commencent. Une école de catéchisme est ouverte le dimanche pour les enfants de 4 à 17 ans. En 2010, une école gratuite de chorale d'Église (comprenant trois années d'études) est ouverte pour les femmes. Le programme comprend la catéchèse, l'étude de la liturgie, de l'Écriture Sainte, du chant d'Église et des classes de chorale. Elle commence aussi d'ouvrir une bibliothèque en 2011.
En 2019, le monastère accueillait une trentaine de religieuses dirigée par l'higoumène, Mère Victorine.

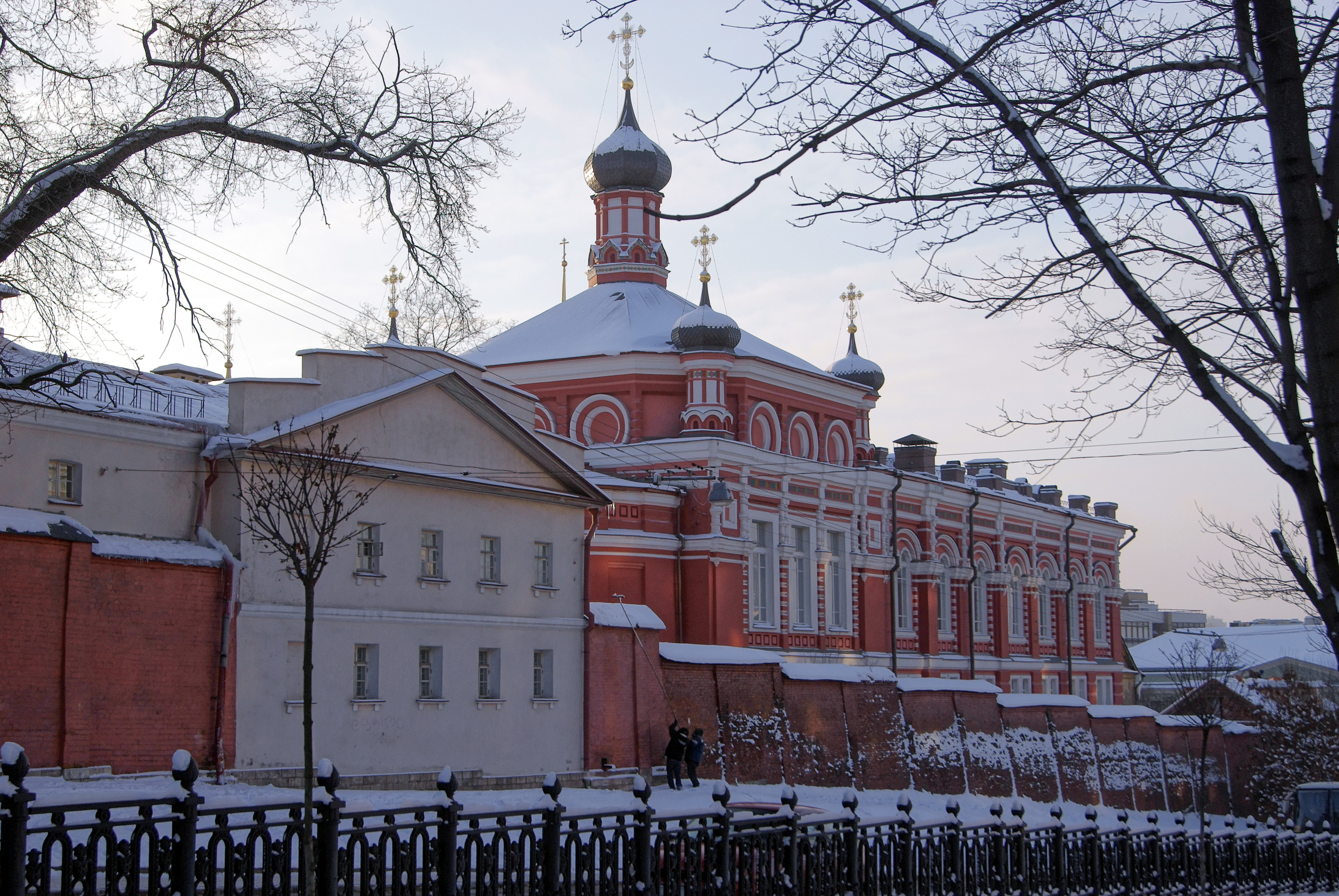
Église-réfectoire (1904-1906)
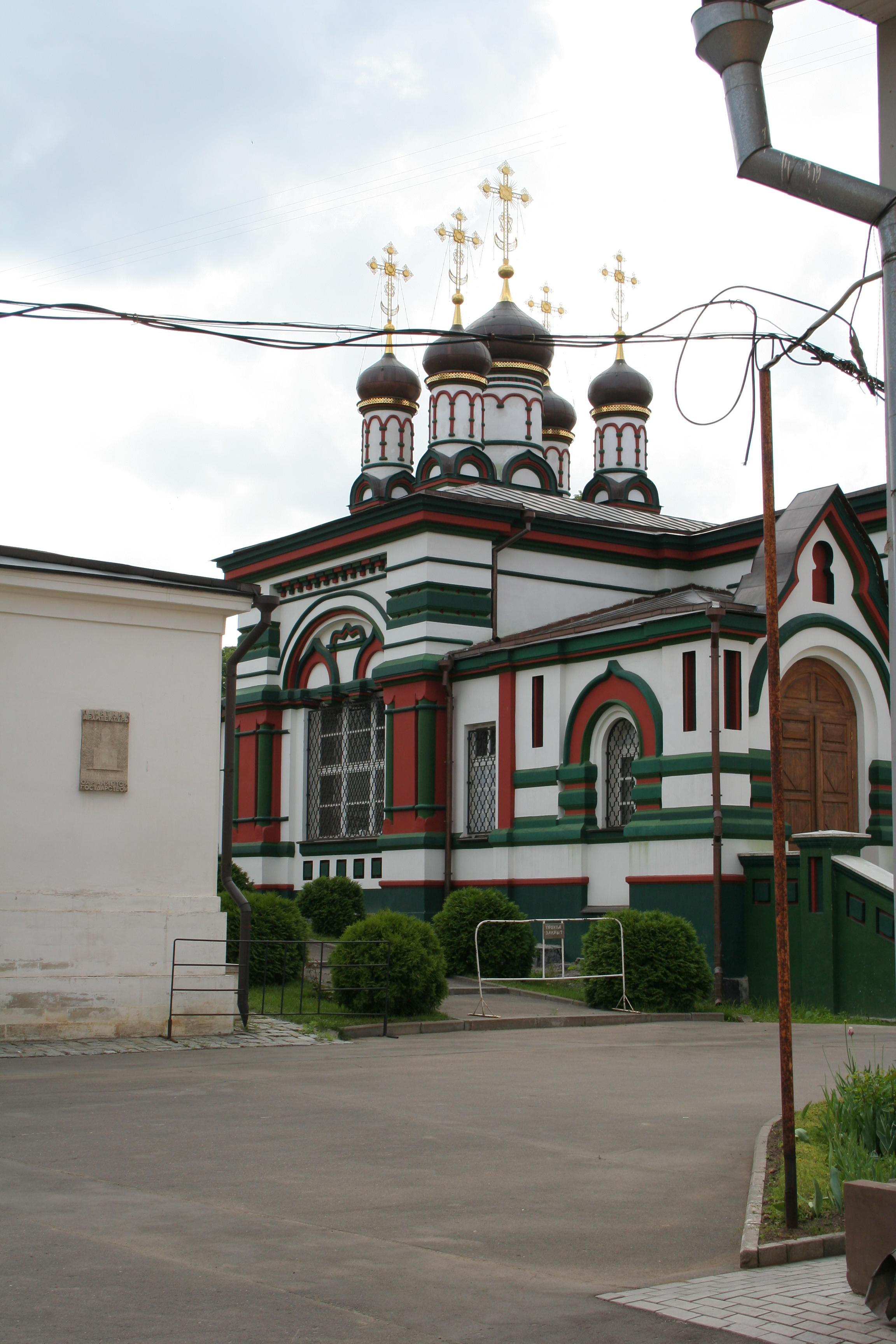
Église Saint-Jean-Bouche-d'Or (1676-1678)
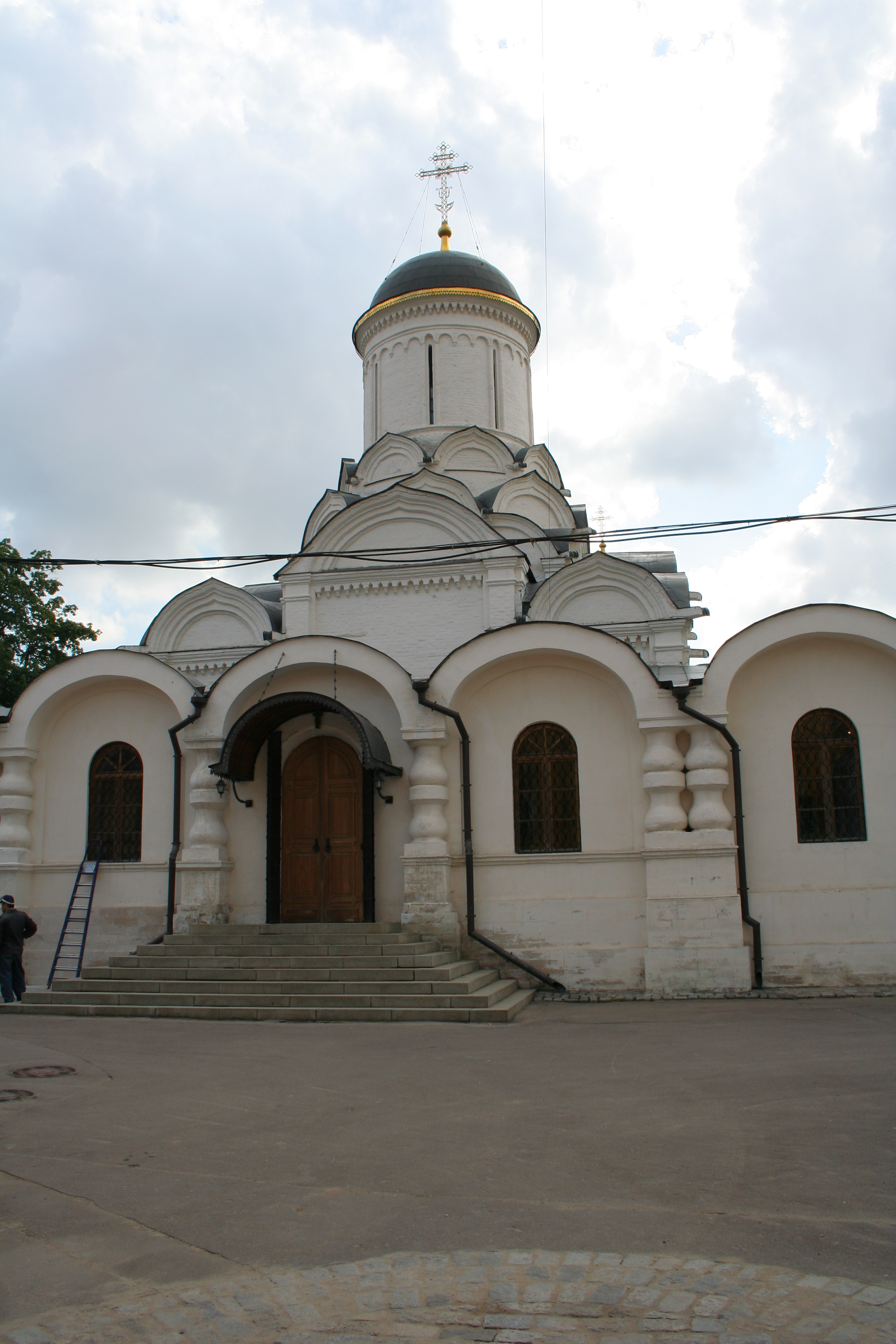
Église collégiale de la Nativité-de-la-Mère-de-Dieu (1500-1505)
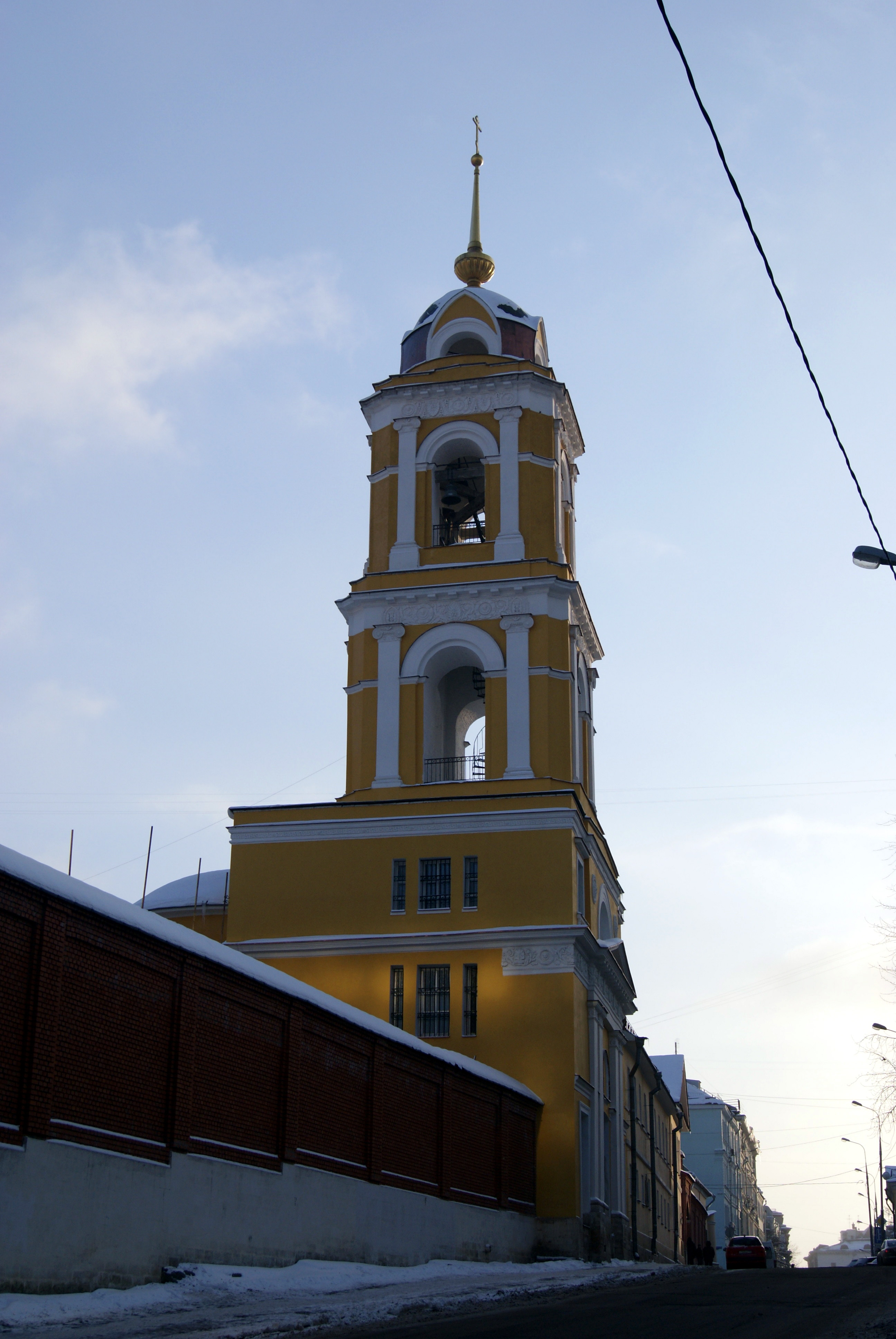
Le clocher de style néoclassique (1835-1836)
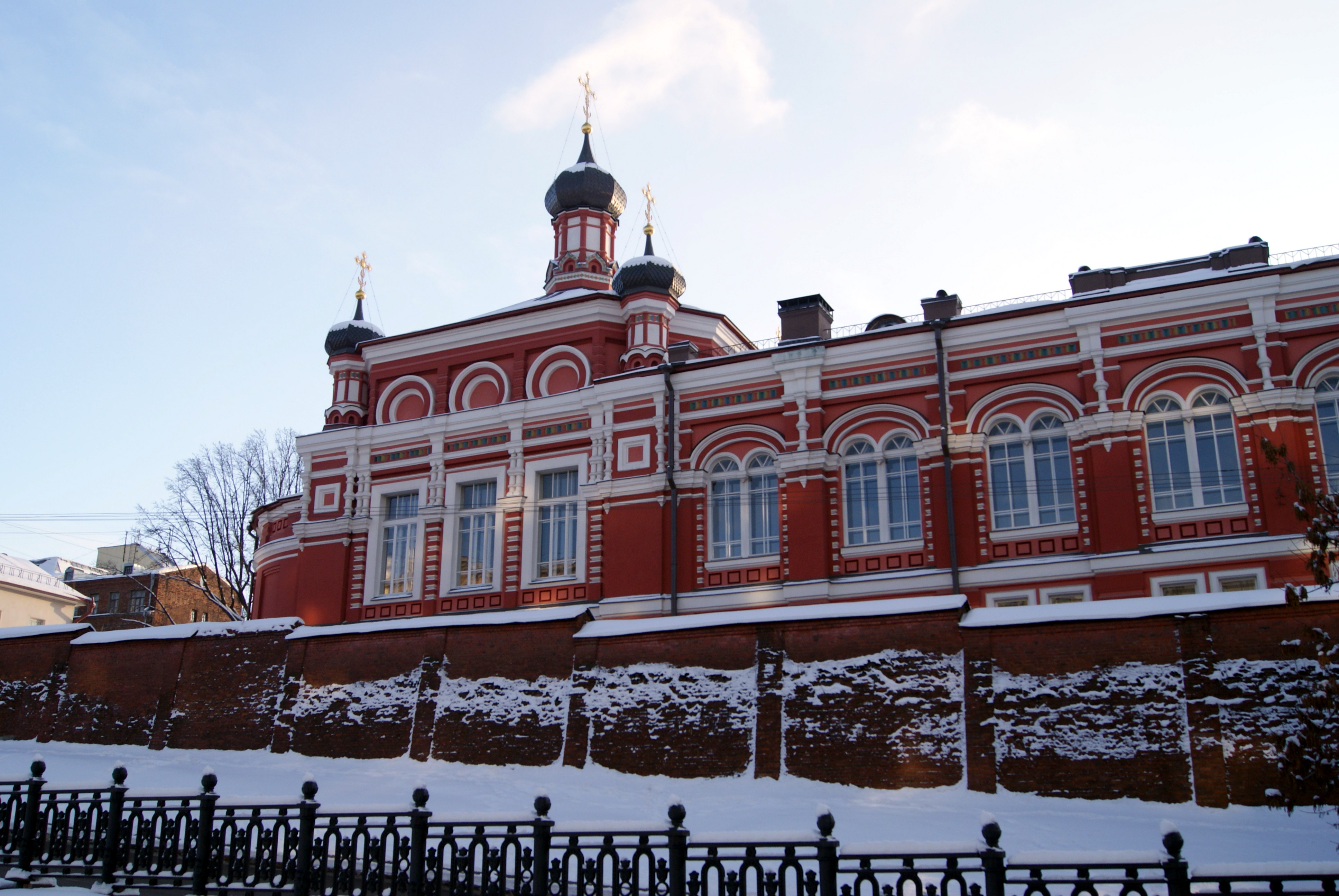
Église ND de Kazan (1906)